# RIKU
RIKU（リク、1994年8月10日 - ）は、日本の歌手、ダンサーであり、THE RAMPAGE from EXILE TRIBEのメンバー。
埼玉県朝霞市出身。LDH JAPAN所属。身長174cm。血液型A型。

## 略歴
日本大学豊山中学校・高等学校を卒業。
中学2年の時に母親とEXILEのライブを観に行き影響を受け歌手を志す。
2010年、「VOCAL BATTLE AUDITION 2」に参加するも2次審査で落選。
高校2年の時にEXPGの特待生オーディションに合格、EXPG東京校に通う。
2014年4月、「VOCAL BATTLE AUDITION 4」に合格しTHE RAMPAGEのボーカル候補となる。同年9月、同グループの正式メンバーとなる。

## 人物
- 一人っ子である[7]。
- 高校2年までの14年間サッカーをしていた[2]。

## 出演

### 舞台
- BOOK ACT
  - 「もう一度君と踊りたい」（2020年2月）[8]
  - 「ヒーローよ安らかに眠れ」（2022年1月）[9]
  - 「僕らは人生で一回だけ魔法が使える」（2023年1月）[10]
- REAL RPG STAGE「ETERNAL」（2021年9月） - 主演・レンブラント 役[11]
  - REAL RPG STAGE「ETERNAL2」-荒野に燃ゆる正義-（2022年7月 - 8月）[12]
- Musical「天使について」〜堕落天使編〜（2022年2月 - 3月） - 堕落天使・ヴァレンティノ 役[13]
- ミュージカル「フィーダシュタント」（2023年3月） - マグナス・ヴォルカー 役[14]
- 戦国時代活劇「HiGH&LOW THE 戦国」（2024年1月 - 2月）[15] - 上宮地 玄武 役
- 前田慶次 かぶき旅 STAGE&LIVE〜肥後の虎・加藤清正編〜（2024年9月 - 11月） - 主演・前田慶次 役[16]
- ミュージカル「薔薇王の葬列」（2025年4月） - ヘンリー 役[17]
- 朗読劇「THE MOST DISTANT DAY FROM YOU」（2025年7月）[18]
- 萩・京都維新物語 世界遺産朗読劇「幕末松風録〜萩の章〜」（2025年〈予定〉） - 吉田栄太郎 役[19]

### 映画
- MY (K)NIGHT マイ・ナイト（2023年12月1日、松竹） - イチヤ 役[20]

### テレビ番組
- ライブを100倍楽しむLIVE YEAH!!!（2019年6月 - 2022年6月、スペースシャワーTV） - VJ[21]
- KURUNE -next music live-（2022年3月 - 2023年9月、BSJapanext） - 月替わりMC[22]
- THE RAMPAGE 〜3Vocals THE NEXT〜（2024年2月 - 7月、MUSIC ON! TV）[23]

### 配信番組
- 格闘DREAMERS（2021年3月 - 5月、ABEMA） - ナビゲーター兼サポーター[24]
  - 格闘DREAMERS SEASON:2（2022年2月 - 4月） - 格闘サポーター[25]
- オオカミちゃんには騙されない（2023年6月 - 8月、Netflix） - スタジオMC[26]

### ラジオ
- WEEKEND THE RAMPAGE（2017年10月 - 、bayfm） - パーソナリティ[27]

### CM
- 第一興商「LIVE DAM STADIUM」（2017年）[28]
- DHC「薬用ディープクレンジングオイル リニューブライト」（2020年）[29]

### 連載
- 音楽ナタリー THE RAMPAGE RIKUの「音楽大陸」（2020年10月 - 2022年10月）[30]

## 作品

### ソロ曲
| 発売日         | 曲名                  | 収録作品                              |
| -------------- | --------------------- | ------------------------------------- |
| 2022年12月28日 | Stand by you          | V.A.『HiGH&LOW THE WORST BEST ALBUM』 |
| 2023年11月8日  | I’ll be your (k)night | THE RAMPAGE from EXILE TRIBE『片隅』  |
| 2024年9月28日  | 縁                    | RIKU『縁』                            |

### 参加作品
| 発売日         | 曲名    | 収録作品                                               |
| -------------- | ------- | ------------------------------------------------------ |
| 2024年1月29日  | INFERNO | RIKU × MA55IVE THE RAMPAGE『INFERNO』                  |
| 2024年11月27日 | I Sing  | V.A.『BATTLE OF TOKYO 〜COLLABORATION BATTLE STAGE〜』 |

### 作詞
- Stand by you（2022年）[34]

### タイアップ
- Stand by you - 映画『HiGH&LOW THE WORST X』劇中歌[34]
- 縁  - 舞台『前田慶次 かぶき旅 STAGE&LIVE ～肥後の⻁・加藤清正編～』主題歌[32]

## 書籍
- フォト&ワード集『RIKU365』（2024年12月7日、幻冬舎）[1]

### 写真集
- Life is Beautiful（2021年12月23日、宝島社）[35]